# Horná Ves (district de Žiar nad Hronom)
Horná Ves (en allemand : Windischdorf ; en hongrois : Felsőtóti) est un village du district de Žiar nad Hronom, dans la région de Banská Bystrica, en Slovaquie.

## Histoire
La première mention écrite du village date de 1429.

## Démographie

### Évolution de la population
| Année:               | 1994. | 2004. | 2014.   | 2024.   |
| -------------------- | ----- | ----- | ------- | ------- |
| Nombre de personnes: | 0     | 739   | 711     | 642     |
| Différence:          |       | –     | -3,78 % | -9,70 % |

| Année:               | 2023. | 2024.   |
| -------------------- | ----- | ------- |
| Nombre de personnes: | 656   | 642     |
| Différence:          |       | -2,13 % |